# Natalscia warreni
Natalscia warreni är en kräftdjursart som först beskrevs av Walter E. Collinge1917.  Natalscia warreni ingår i släktet Natalscia och familjen Philosciidae. Inga underarter finns listade i Catalogue of Life.